# Werewolf: The Last Warrior
Werewolf: The Last Warrior (超人狼戦記 Warwolf ウォーウルフ, Chou Jinrou Senki Warwolf Wāurufu) é um jogo de plataforma da Nintendo Entertainment System sobre um lobisomem lançado em 1990 na América do Norte. Estrelou um personagem lobisomem chamado "Warwolf".

## História
O jogo decorre em "Terra Vermelha" - no segundo planeta colônia da Terra. O Dr. Faryan aventurou-se em uma caverna e acordou um antigo demônio que o fez transformar em uma entidade maligna. Posteriormente, Dr. Faryan criou um grupo de mutantes que aprisionaram quase todos na Terra. A única esperança para a humanidade é um homem chamado "Ken", que pode se transformar em um lobisomem chamado "Warwolf".

## Jogabilidade
Os primeiros "Ws" vermelhos transformam o herói em um lobisomem, concedendo-lhe um maior ataque corporal, habilidade de escalada de paredes. Obtendo "Ws" azuis o faz voltar a ser um homem. Obtendo bolhas adicionadas ao seu medidor de raiva e recebendo cinco delas o transformam em um super lobisomem que pode saltar muito alto.